# Duunsche Landen
De Duunsche Landen is een natuurgebied in de Nederlandse provincie Drenthe.
De Duunsche Landen is een gebied gelegen ten oosten van de Hondsrug, zo'n twee à drie kilometer ten oosten van de plaats Annen en begrensd door de Hunze, een gekanaliseerde rivier in het oosten van Drenthe. Het gebied wordt beheerd door het Drentse Landschap. In het gebied is in 2002 een oude meander van de Hunze hersteld. In het gebied  bevindt zich een rivierduin met een paraboolvormige structuur, die gevormd is in het Weichselien. Het gebied dankt hier zijn naam aan. Het gebied de Duunsche Landen is sinds 1994 ingericht als waterwingebied door de Waterleidingmaatschappij Drenthe. 